# Modèle du processeur humain

Schéma du modèle du processeur humain

Le modèle du processeur humain est un modèle issu de la psychologie cognitive qui permet d'évaluer l'utilisabilité d'un produit. Il a été décrit en 1983 par Stuart Card, Thomas P. Moran et Allen Newell. Il représente le sujet humain comme un système de traitement d'informations régi par des règles. Ce dernier comprend trois sous-systèmes interdépendants (sensoriel, moteur et cognitif) munis chacun d'un processeur et d'une mémoire. 
Le Modèle du Processeur Humain constitue un cadre général de pensée et un point de départ culturel simple dans le domaine de l'ergonomie cognitive. Sa représentation de l'individu sous forme d'un système de traitement de l'information sert de paradigme à la psychologie contemporaine. Cette vision et la théorie des systèmes de production sur laquelle le modèle s'appuie, ont contribué pour une large part à rénover les techniques de laboratoire de la psychologie traditionnelle. 
La simplicité de ce modèle a sa contrepartie. il ne fournit pas d'indication sur les représentations mentales alors que ces structures ont une incidence directe sur le comportement ou la prédiction de ce comportement. Bien qu'il se situe à un haut niveau d'abstraction, il se limite à la prédiction ou à l'explication de phénomènes de performance de bas niveau. Le Modèle du Processeur Humain est donc trop réducteur pour assister l'informaticien dans sa tâche de conception de systèmes interactifs. Il ne véhicule aucune méthode de
conception. Aucun élément du modèle n'indique comment satisfaire les contraintes de performance qu'il permet cependant de déduire. D'autres modèles comme GOMS ou Keystroke tentent de combler cette lacune.

## Description du modèle
Chaque sous-système a une mémoire locale et un processeur caractérisés par : 
- µ : la capacité de la mémoire
- δ : persistance dans la mémoire
- τ : cycle de base du processeur

### Système sensoriel
Le système sensoriel désigne l'ensemble des sous-systèmes spécialisés chacun dans le traitement d'un type de stimuli. Chaque sous-système dispose d'une mémoire spéciﬁque, dite mémoire sensorielle, et d'un mécanisme de traitement intégré. Ces mémoires sensorielles sont étroitement liées à la mémoire à court terme du système cognitif. Ce dernier dispose d'un ﬁltre qui détermine la nature des informations à transférer depuis les mémoires sensorielles vers la mémoire à court terme.
Pour le système visuel on a : 
- µ = 17 lettres
- δ = 200 ms
- τ = 100 ms

Ainsi deux stimuli espacés de moins de 100 ms sont perçus simultanément (effet d'animation)
Le système auditif a lui des caractéristiques bien différentes avec τ = 100 ms et avec une durée du cycle qui dépend de l'intensité du stimulus.

### Système moteur
Le système moteur est responsable des mouvements. Dans le cadre de l'interaction homme-ordinateur, les mouvements d'intérêt sont les manipulations des périphériques de commande, telles que les claviers, les écrans et autres dispositifs de pointage.
Formellement, les performances du système moteur responsable des actions peuvent s'exprimer avec la loi de Fitts (le temps pour réaliser une sélection dépend de la taille de la cible et sa distance).

### Système cognitif
Le système cognitif comporte deux mémoires. Une à court terme aussi appelée mémoire de travail et une mémoire à long terme. La mémoire à court terme contient les informations en cours de manipulation alors que la mémoire à long terme sert de lieu de stockage des connaissances permanentes. 
Le processeur du système cognitif contrôle le comportement de l'individu en fonction du contenu de ces mémoires.

#### Mémoire de travail
La mémoire de travail se comporte comme les registres d'un ordinateur. Elle contient les informations d'origine sensorielle ou issue de la mémoire à long terme ainsi que les résultats intermédiaires des traitements en cours. 
Les informations provenant de la mémoire à long terme sont des mnènes (chunks en anglais) activés par le processeur cognitif. Le mnène est une unité cognitive symbolique, une abstraction qui peut être associée à d'autres unités. Les associations et la nature d'un mnème dépendent de la tâche en cours et des connaissances de l'individu. Cela s'illustre par exemple pour la séquence de lettre "S, N, C, et F". Ces lettres constituent un mnène pour la plupart des Français mais quatre mnènes pour toute personne qui ne connait pas ce sigle.
L'activation d'un mnème entraîne sa mise à disposition dans la mémoire à court terme. Cette activation se propage aux mnèmes associés ajoutant de nouveaux
éléments dans la mémoire à court terme. La capacité de cette mémoire est estimée, selon George A. Miller au nombre magique 7 ± 2 mnèmes.
La mémoire de travail est donc de capacité limitée ; lorsqu'elle est saturée il intervient une interférence : l'activation de nouveaux mnènes efface ceux qui n'ont pas fait l'objet d'une réactivation, l'information se dégrade donc au bout d'un certain temps. On peut voir dans ce mécanisme une similitude avec les systèmes de pagination qui effacent les pages les plus anciennes ou les moins référencées (moins réactivées).

#### Mémoire à long terme
La mémoire à long terme peut être comparée aux mémoires centrales et secondaires d'un ordinateur : elle contient les informations de masse qui peuvent être lues et modifiées. La lecture dans la mémoire à long terme consiste en la recherche d'un mnène. Si elle est fructueuse, le mnène trouvé est transféré dans la mémoire de travail avec un degré d'activation donné. L'échec de la recherche a deux causes principales, soit aucune association n'est trouvée, soit plusieurs mnènes interfèrent avec le mnène cible. L'interférence ici intervient car plusieurs mnènes répondent aux mêmes critères de recherche. Cela s'explique par le fait qu'ils ont été enregistrés avec des critères d'association identiques.  Les mnèmes qui interfèrent, acquis plus récemment que la cible, ont un degré
d'activation supérieur ; de ce fait, ils masquent l'accès à la cible.
Ainsi dans le modèle du processeur humain, l'information ne disparait pas dans la mémoire à long terme mais devient inaccessible. La persistance des informations dans la mémoire à long terme est considérée comme infinie.   
Les opérations d'écriture dans la mémoire à long terme s'effectuent par association. Pour être enregistré dans cette mémoire, un mnène de la mémoire de travail doit être associé à un ou plusieurs mêmes déjà présents dans la mémoire à long terme. La chance de retrouver ce mnène dépend du nombre d'associations discriminantes.

## Annexe